# Vinassa vinassa
Vinassa vinassa è una canzone di tema bellico del corpo degli alpini, che ha avuto origine nel contesto della prima guerra mondiale.

## Testo
Là nella valle, c'è un'osteria

è l'allegria, è l'allegria

là nella valle, c'è un'osteria

è l'allegria di noi alpin!
E se son pallida né miei colori

no' vo' dotori, no' vo' dotori

e se son pallida come 'na strassa

vinassa, vinassa e fiaschi de vin!
Là sul Cervino c'è una colonna

è la Madonna, è la Madonna

là sul Cervino c'è una colonna

è la Madonna di noi alpin!
Là nella valle c'è un filo d'erba

l'è la riserva, l'è la riserva.

Là nella valle c'è un filo d'erba

l'è la riserva di noi alpin.
Là nella valle c'è la Rosina

l'è la rovina, l'è la rovina.

Là nella valle c'è la Rosina

l'è la rovina di noi alpin.
Là nella valle c'è un buco nero

l'è il cimitero, l'è il cimitero

Là nella valle c'è un buco nero

l'è il cimitero di noi alpin.
Là su quel monte c'è una lanterna

requiem aeternam, requiem aeternam,

Là su quel monte c'è una lanterna

requiem aeternam per noi alpin.